# Partido Popular por la Libertad y la Democracia
El Partido Popular por la Libertad y la Democracia (en neerlandés, Volkspartij voor Vrijheid en Democratie; VVD), es un partido político liberal neerlandés. En la actualidad es el partido más grande de los Países Bajos por representación parlamentaria y es además el partido de gobierno, ya que a él pertenecen el exprimer ministro, Mark Rutte, y la mitad de los ministros del Estado.
El VVD fue fundado en 1948 a partir de la fusión entre dos partidos liberales. El VVD ha sido tradicionalmente (hasta las elecciones de 2006) el tercer mayor partido político del país, por detrás del Partido del Trabajo (PvdA) y la Llamada Demócrata Cristiana (CDA). Sin embargo, el partido ha sido parte de cada gobierno desde 1994.
Entre 1994 y 2002, en el «gabinete violeta», el VVD gobernó junto con el PvdA y los Demócratas 66 (D66), otro partido liberal. Generalmente se considera el VVD liberal conservador y los Demócratas 66 liberal progresista. Entre 2002 y 2006 algunos parlamentarios abandonaron el partido (aunque no el escaño), reduciendo su representación parlamentaria. Varios de ellos formaron sus propios partidos políticos, siendo el de mayor éxito Geert Wilders, que con su Partido por la Libertad obtuvo 9 escaños en las elecciones de 2006. Prominentes miembros del VVD son Frits Bolkestein, Hans Wiegel, Gerrit Zalm y Mark Rutte.
En las elecciones de 2010 el partido formó un gobierno junto con la Llamada Demócrata Cristiana y el Partido por la Libertad de Wilders, pero debido a un desacuerdo con este, nuevas elecciones fueron convocadas en el año 2012. Después de ellas, el partido volvió a gobernar, ahora con el Partido del Trabajo.
En las elecciones generales de 2017 el partido perdió 8 escaños, pero retuvo su posición como primera fuerza política en número de votos del Parlamento. No obstante, se vio obligado a pactar con la Llamada Demócrata Cristiana (CDA), Demócratas 66 (D66) y Unión Cristiana (CU), para formar gobierno el 26 de octubre de ese mismo año.
El 15 de enero de 2021, dos meses antes de la celebración de las elecciones generales previstas para el 17 de marzo, el gobierno de Mark Rutte, tras 11 años en el Ejecutivo, dimitió en bloque a raíz de un escándalo en la retirada  de ayudas públicas por cuidado de hijos a 26.000 padres, alegando fraude en su percepción. El caso se inició a raíz de una investigación iniciada por la abogada española Eva González Pérez. La letrada destapó que el procedimiento que había llevado a cabo la Hacienda Pública del país se había dirigido en gran parte contra familias de origen extranjero o con doble nacionalidad - en su mayoría turca o marroquí - sin fundamento legal y selección discriminatoria de los expedientes. La dimisión se produjo en plena tercera ola de la epidemia de COVID-19.

## Resultados electorales
| Año  | Votos          | %     | Resultado | +/- | Gobierno              |
| ---- | -------------- | ----- | --------- | --- | --------------------- |
| 1948 | 391.925 (#5)   | 7,95  | 8/100     | 2   | Coalición             |
| 1952 | 471.040 (#5)   | 8,83  | 9/100     | 1   | Oposición             |
| 1956 | 502.530 (#4)   | 8,77  | 13/150    | 4   | Oposición             |
| 1959 | 732.758 (#3)   | 12,21 | 19/150    | 6   | Coalición             |
| 1963 | 643.820 (#3)   | 10,29 | 16/150    | 3   | Coalición (1963-1965) |
| 1963 | 643.820 (#3)   | 10,29 | 16/150    | 3   | Oposición (1965-1967) |
| 1967 | 738.229 (#3)   | 10,73 | 17/150    | 1   | Coalición             |
| 1971 | 653.606 (#3)   | 10,34 | 16/150    | 1   | Coalición             |
| 1972 | 1.068.375 (#3) | 14,45 | 22/150    | 6   | Oposición             |
| 1977 | 1.492.689 (#3) | 17,95 | 28/150    | 6   | Coalición             |
| 1981 | 1.505.311 (#3) | 17,32 | 26/150    | 2   | Oposición             |
| 1982 | 1.900.763 (#3) | 23,1  | 36/150    | 10  | Coalición             |
| 1986 | 1.596.991 (#3) | 17,4  | 27/150    | 9   | Coalición             |
| 1989 | 1.295.402 (#3) | 14,6  | 22/150    | 5   | Oposición             |
| 1994 | 1.792.401 (#3) | 19,96 | 31/150    | 9   | Coalición             |
| 1998 | 2.124.971 (#2) | 24,69 | 38/150    | 7   | Coalición             |
| 2002 | 1.466.722 (#3) | 15,44 | 24/150    | 14  | Coalición             |
| 2003 | 1.728.707 (#3) | 17,91 | 28/150    | 4   | Coalición             |
| 2006 | 1.443.312 (#4) | 14,67 | 22/150    | 6   | Oposición             |
| 2010 | 1.929.575 (#1) | 20,49 | 31/150    | 9   | Coalición             |
| 2012 | 2.504.948 (#1) | 26,6  | 41/150    | 10  | Coalición             |
| 2017 | 2.238.351 (#1) | 21,3  | 33/150    | 8   | Coalición             |
| 2021 | 2.279.130 (#1) | 21,87 | 34/150    | 1   | Coalición             |
| 2023 | 1.589.519 (#3) | 15,24 | 24/150    | 10  | Coalición             |

### Elecciones europeas
| Año  | Votos          | %     | Resultado | +/-         |
| ---- | -------------- | ----- | --------- | ----------- |
| 1979 | 914.787 (#3)   | 16,14 | 4/25      |             |
| 1984 | 1.002.685 (#3) | 18,93 | 5/25      | 1           |
| 1989 | 714.745 (#3)   | 13,63 | 3/25      | 2           |
| 1994 | 740.443 (#3)   | 17,91 | 6/31      | 3           |
| 1999 | 698.050 (#3)   | 19,69 | 6/31      | Sin cambios |
| 2004 | 629.198 (#3)   | 13,20 | 4/27      | 2           |
| 2009 | 518.643 (#4)   | 11,39 | 3/26      | 1           |
| 2014 | 571.176 (#4)   | 12,02 | 3/26      | Sin cambios |
| 2019 | 804.679 (#2)   | 14,6  | 5/29      | 2           |
| 2024 | 707.141 (#3)   | 11,35 | 4/31      | 1           |